# Schönmühl
Schönmühl ist ein Stadtteil der oberbayerischen Kleinstadt Penzberg im Landkreis Weilheim-Schongau.

## Lage
Der Weiler liegt circa 2,5 Kilometer ostsüdöstlich vom Penzberger Stadtkern zwischen den Weilern Edenhof und Rain am Südhang eines Molasseriegels. Der Ort befindet sich unmittelbar am linken Ufer der Loisach. Nördlich verläuft die Staatsstraße 2063.

## Geschichte

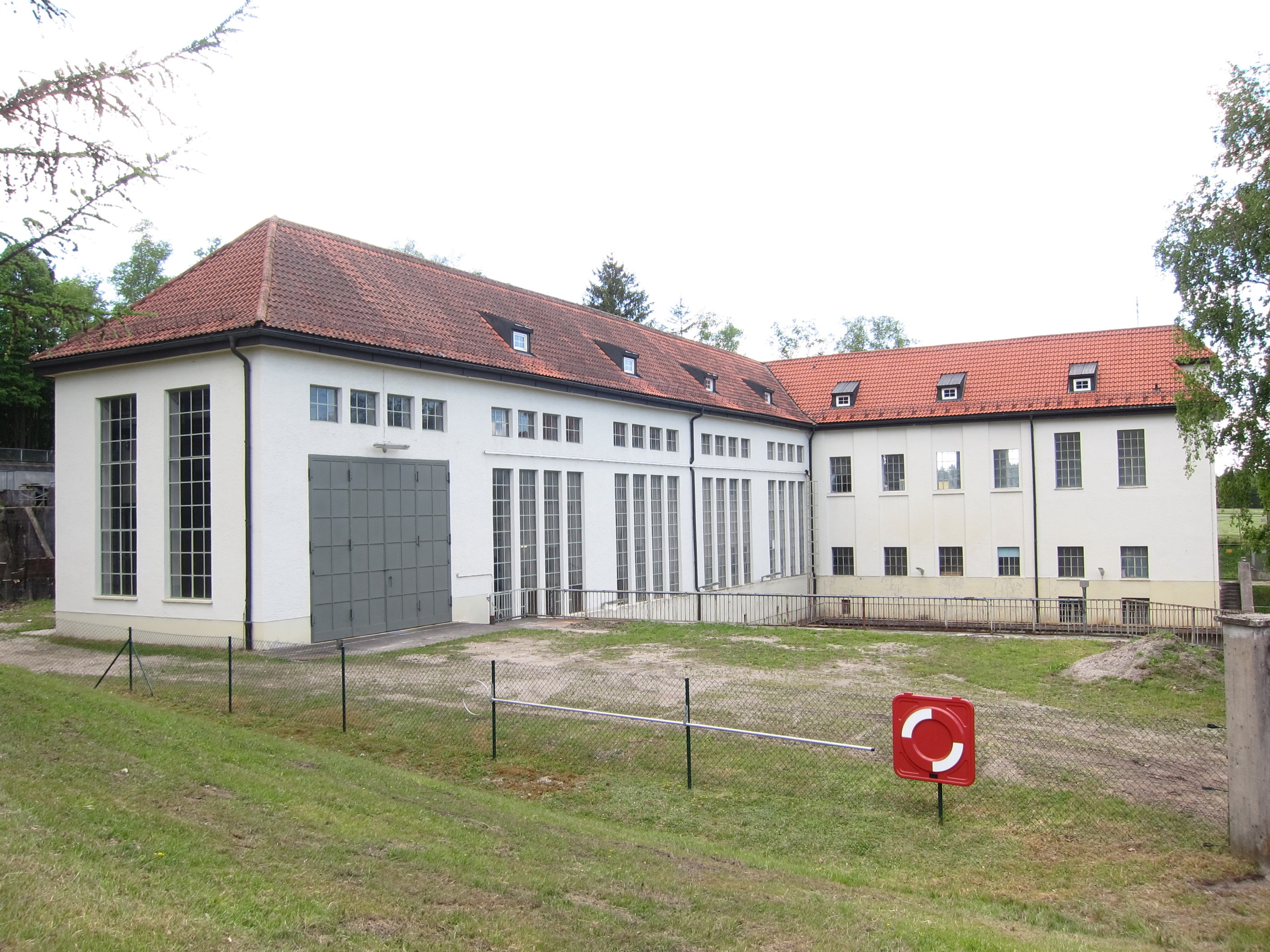
Wasserkraftwerk Schönmühl

In Schönmühl befand sich eine Mühle an einem Nebenarm der Loisach, der wohl künstlich angelegt wurde. Der Müller betrieb zudem eine Taferne. Grundherr war schon sehr früh das Kloster Benediktbeuern, aus dessen Brauerei der Wirt ab dem Ende des 16. Jahrhunderts sein Bier bezog.
Das denkmalgeschützte Gasthaus Schönmühl wurde Anfang Juli 2023 nach mehr als zweijähriger Schließung und Renovierungsarbeiten wieder eröffnet. Um 1900 kaufte der Chemiker Ernst Streeb die Gaststätte und plante in Schönmühl eine Papierfabrik zu errichten, was jedoch scheiterte. Er betrieb stattdessen ein Sägewerk und ließ 1922 das Wasserkraftwerk Schönmühl errichten, dessen Gebäude sich etwas nördlich des Weilers auf der anderen Seite der Staatsstraße befinden.

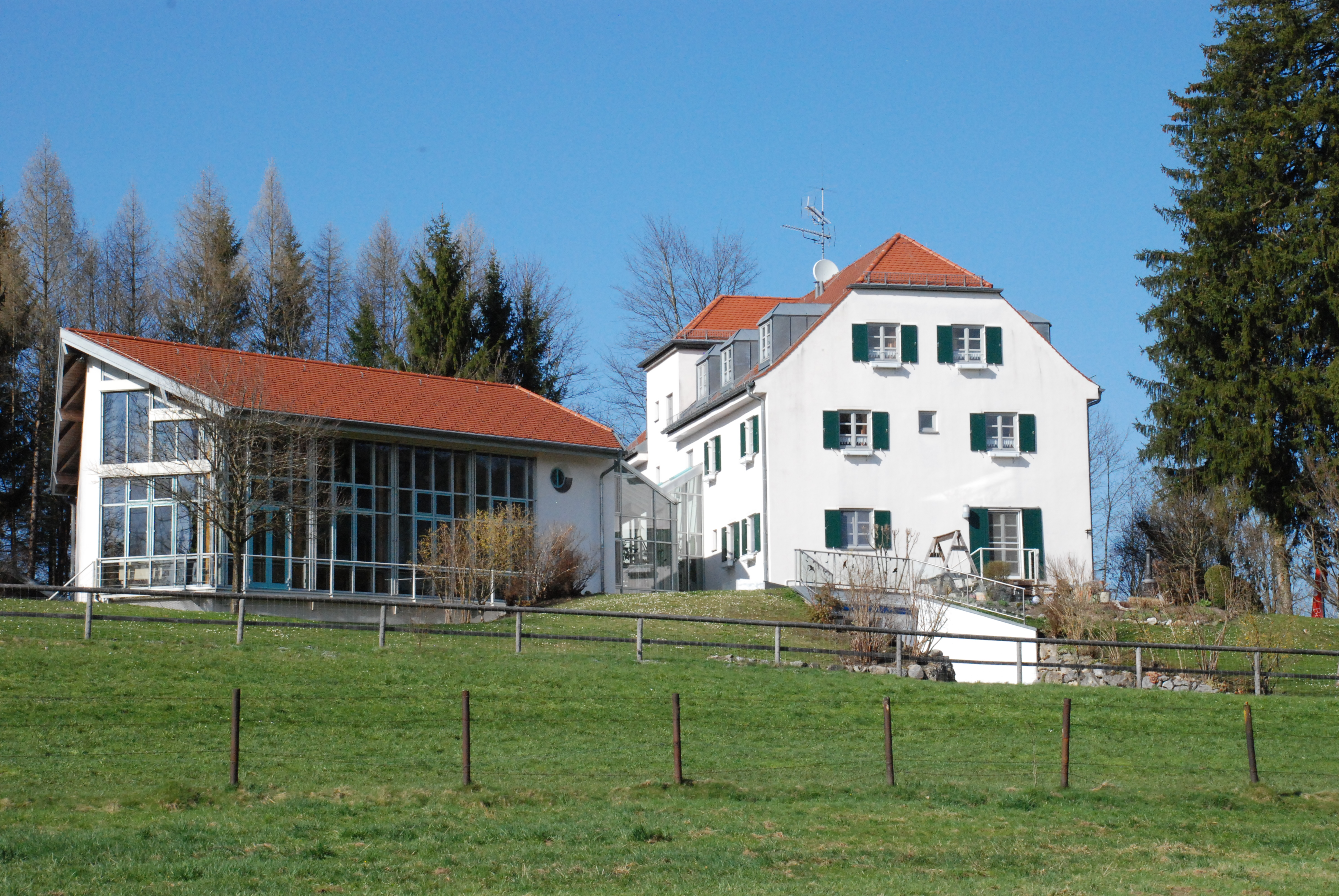
Ehemaliges E.ON-Bildungszentrum

Im Gebäude Schönmühl 3, das aus den 1920er-Jahren stammt, befand sich bis 2013 ein Bildungszentrum von E.ON Bayern, dem damaligen Betreiber des Wasserkraftwerks. Seitdem befindet sich dort eine Import-Export-Agentur.
Ab 1898 war Schönmühl durch einen Bahnhof an der Kochelseebahn per Eisenbahn erreichbar, der Haltepunkt wurde jedoch später aufgelöst.
Bis zum Ortsverzeichnis von 1904 wurde Schönmühl als Einöde bzw. Mühle klassifiziert, anschließend als Weiler. Bis mindestens 1928 war der Ort dem Schulsprengel Bichl zugehörig.
Bis um 1833 gehörte der Ort zur katholischen Kuratie Maria Himmelfahrt Nantesbuch der Pfarrei St. Vitus Iffeldorf, dann kam er zur Pfarrei St. Benedikt Benediktbeuern.
| Jahr | Einwohner | Gebäude (ab 1885 nur Wohngebäude) |
| ---- | --------- | --------------------------------- |
| 1818 | 8         | 1                                 |
| 1825 | 9         | 2                                 |
| 1861 | 11        | 4                                 |
| 1871 | 11        | 5                                 |
| 1885 | 16        | 1                                 |
| 1900 | 29        | 2                                 |
| 1925 | 48        | 4                                 |
| 1950 | 75        | 8                                 |
| 1966 | 45        |                                   |
| 1970 | 31        |                                   |
| 1987 | 24        | 6                                 |

## Sehenswürdigkeiten

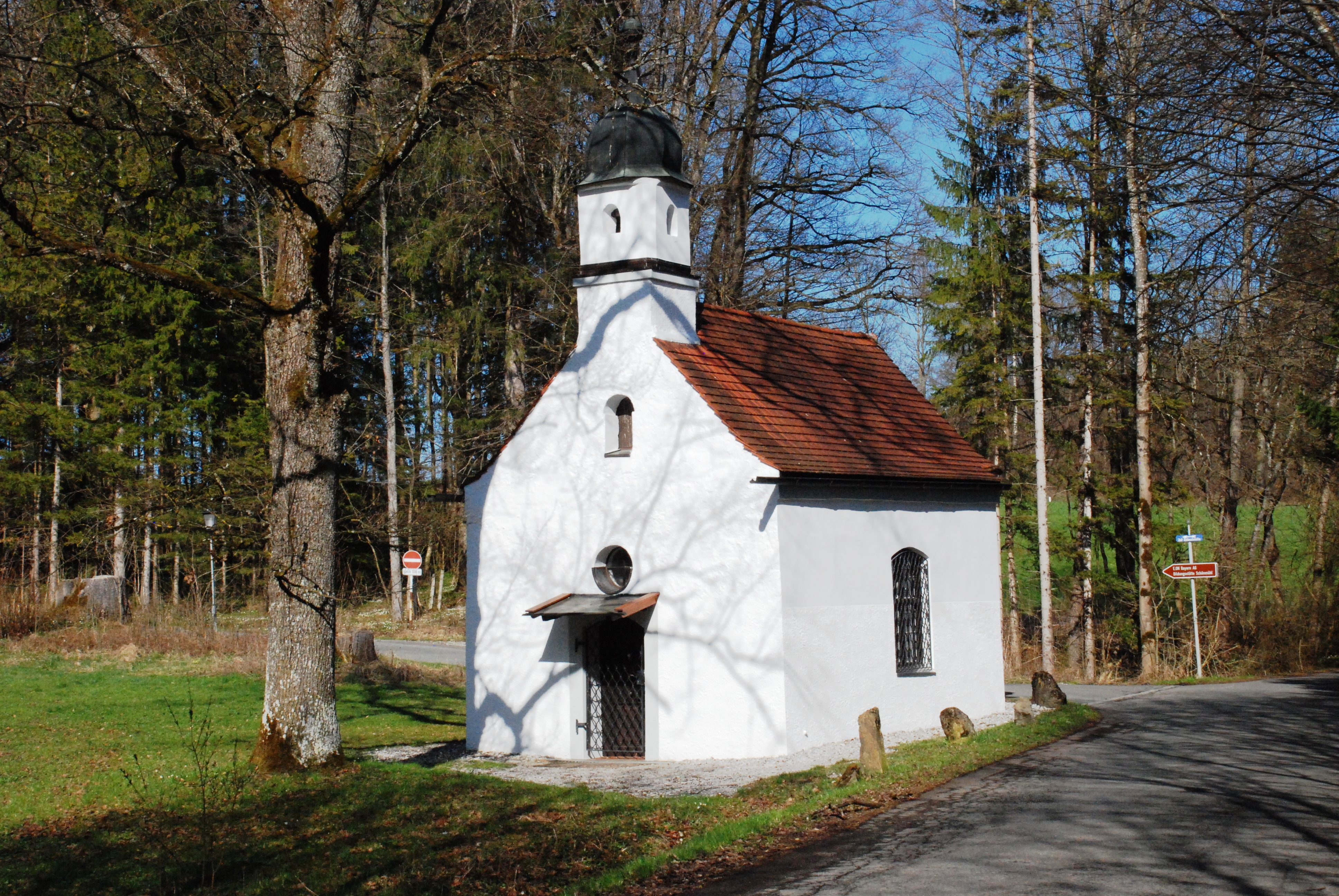
Kapelle Schönmühl

- Denkmalgeschütztes Gasthaus Schönmühl, erbaut 1737
- Herz-Jesu-und-Herz-Mariä-Kapelle